# باميلا روك
باميلا روك (بالإنجليزية: Pamela Rooke) (23 يونيو 1955 – 3 أبريل 2022)، المعروفة باسم جوردان، هي عارضة أزياء وممثلة إنجليزية، اشتهرت بعملها مع فيفيان ويستوود ومتجر سيكس في منطقة كينغز رود بلندن في منتصف السبعينيات، وبحضورها المتكرر لحفلات فرقة سكس بستلس في بداياتها. كان أسلوبها في اللباس ومظهرها—بشعرها الأشقر المصبوغ بتسريحة منفوشة وماكياج العينين الداكن الشبيه بالراكون—سببًا في بروزها كأيقونة واضحة في ثقافة البانك الفرعية بلندن.
يُنسب لها الفضل في تشكيل مظهر البانك اللندني بالاشتراك مع جوني روتن، وسو كاتوومان، وسيوكسي سيو.

## وصلات خارجية
- باميلا روك على موقع IMDb (الإنجليزية)
- باميلا روك على موقع ميوزك برينز (الإنجليزية)
- باميلا روك على موقع قاعدة بيانات الفيلم (الإنجليزية)